# Ekvador
Ekvador je država u sjeverozapadnom dijelu Južne Amerike na obali Tihog oceana. Graniči na sjeveroistoku s Kolumbijom i na jugoistoku s Peruom.

## Povijest
Kada su Inke u 15. stoljeću osvojili današnji Ekvador i uključili ga u svoje carstvo u njemu su već dugo postojale napredne staroameričke kulture. Španjolska je zauzela ovo područje 1534. godine i novi su doseljenici postali društvena elita. Indijanci su ubrzo desetkovani zaraznim bolestima, a bili su i prisiljavani na rad za Španjolske veleposjednike.
Godine 1822. Ekvador dobiva neovisnost od Španjolske i postaje dio Velike Kolumbije pod vodstvom Simona Bolivara. Ova se država 1830. raspada na Kolumbiju, Venecuelu i Ekvador.
Devetnesto stoljeće je u povijesti Ekvadora poznato po slabosti države i nestabilnosti. Do liberalne pobune Eloy Alfaroa 1895. zemljom uglavnom vladaju predsjednici povezani s Katoličkom crkvom.
Između 1904. i 1942. Ekvador u ratovima sa susjedima gubi velik dio teritorija. Najveći i najvažniji bio je rat s Peruom 1941. godine koji je formalno završen tek 1998. kada je Ekvador priznao gubitak svojih istočnih područja. 

## Vlast
Predsjednik, potpredsjednik i članovi kongresa biraju se na četiri godine. Vlada ima petnaest ministarstva. Guverneri pokrajina i gradonačelnici biraju se izravno. Suce vrhovnog suda doživotno imenuje kongres.

## Vanjska politika
Članica je Andske grupe zemalja.

## Politička podjela
Ekvador je podjeljen na 24 pokrajina (Provincia na španjolskom). To su (st. 2010):
- Azuay, 7.995 km², 712.127 st.; gl. grad Cuenca.
- Bolívar 3.926 km², 183,641; Guaranda
- Cañar, 3.142 km²; 225.184; Azogues
- Carchi, 3.750 km²; 164.524; Tulcán
- Chimborazo, 6.470 km²; 458.581; Riobamba
- Cotopaxi, 5.985 km²; 409.205; Latacunga
- El Oro, 5.817 km²; 600.659; Machala
- Esmeraldas, 16.219 km²; 534.092;  Esmeraldas
- Galápagos, 8.010 km²; 25.124; Puerto Baquerizo Moreno
- Guayas, 16.803 km²; 3.645.483; Guayaquil
- Imbabura, 4,615 km²; 398.244; (Ibarra)
- Loja, 10.995 km²; 448.966; Loja
- Los Rios, 7.151 km²; 778.115;  Babahoyo
- Manabí, 18.894 km²; 1.369.780;  Portoviejo
- Morona-Santiago, 23.797 km²; 147.940;  Macas
- Napo, 12.483 km²; 103.697; Tena
- Orellana, 21.675 km²; 136.396; Puerto Francisco de Orellana
- Pastaza, 29.325 km²; 83.933; Puyo.
- Pichincha, 9.465 km²; 2.576.287; Quito
- Santa Elena, 3.763 km²; 308.693; Santa Elena, Ekvador
- Santo Domingo de los Tsáchilas, 3.805 km²; 368.013; Santo Domingo de los Colorados
- Sucumbios, 18.008 km²; 176.472;  Nueva Loja
- Tungurahua, 3.369 km²; 504.583; Ambato
- Zamora-Chinchipe, 10.456 km²; 91.376; Zamora

## Zemljopis
Ekvador se nalazi u zapadnom dijelu Južne Amerike, između Perua i Kolumbije. Ukupna površina Ekvadora je 283.560 km². Od toga je 276.840 km² kopnena površina, a 6.720 km² voda. Čuveno otočje Galápagos dio je Ekvadora.
Ekvador ima obalu na Tihom Oceanu u dužini od 2.237 km. S Kolumbijom graniči 590 km, a s Peruom 1.420 km. Planina Chimborazo je najviša planina u zemlji, visoka 6.267 m, dio Anda. Cotopaxi, najviši aktivni vulkan na svijetu, nalazi se u Ekvadoru.
Ekvador se dijeli na četiri zemljopisna područja: otočje Galapagos, La Costa, La Sierra, i El Oriente. La costa na Španjolskom znači obala, i nalazi se u zapadnom Ekvadoru. La sierra je središnji dio zemlje poznat po planinama, dok se u El Orienteu na istoku nalaze kišne šuma Amazone. Zemlja je podložna jakim potresima. U potresu 16. travnja 2016. godine poginulo je više od 350 i ranjeno preko 2 500 ljudi.

## Gospodarstvo
Nafta, koje u Ekvadoru ima dosta, je u dvadesetom stoljeću bila temelj gospodarstva. Važni su i prehrambeni proizvodi poput banana i šećera. Godine 2000. valuta Ekvadora postaje američki dolar u nadi da bi se mogla ublažiti tadašnja ekonomska kriza. Odonda ekvadorska ekonomija napreduje, ali sporo. Gospodarski problemi uvelike su utjecali na ekvadorsku politiku u prvoj polovici desetljeća.

## Stanovništvo
Najveća etnička grupa su mestici (mješavina bijelaca i indijanaca) koji čine 65 % stanovništva. Slijede Indijanci s 25 %, a poslije njih su bijelci sa 7 % ukupnog stanovništva. Godine 2003. čak 35 % stanovništva je bilo mlađe od 14 godina. Pismeno je 92.5 % Ekvadoraca. Oko 2 469 605 ekvadorskih državljana govori nekim od indijanskih jezika kao materinskim (9.4 % od ukupnog stanovništva), a najrasprostranjeniji je kečuanski (2 300 000).
Prema prvom službenom državnom proračunu (ne popisu) Ekvador je 1882. imao 946 000 žitelja, a angloameričke procjene desetak godina kasnije govore o 1 300 000 do 2 000 000 ljudi.
Indijanci
Provincija de Esmeraldas: Atacames, Cayapas, Esmeraldas, Intas, Yambes.
Provincija de Manabi: Cancebis, Caráquez, Chones, Jipijapas, Manteños, Silos, Tosaguas.
Provincija del Guayas: Chanduyes, Chongones, Colonchis, Daulis, Huancavilcas, Punáes, Yaguachis
Provincija de Los Rios: Babahoyos, Babas, Huancavilcas, Palenques, Pimochas.
Provincija de el Oro: Machalas, Piuras, Tumbecinos.
Provincija del Carchi: Huacas, Pastos, Quillasingas, Tulcanes, Tusas.
Provincija de Imbabura: Caranquis, Chotas, Cotacachis, Miras, Otavalos, Peruchos, Pimampiros, Piscos, Pusires.
Provincija de Pichincha: Cayambis, Chillos, Cochasquíes, Colorados, Quitus.
Provincija de Cotopaxi: Alaques, Callos, Cuzubambas, Llactacungas, Mulaloes, Panzaleos, Pujilíes, Saquisilíes, Tiopullos, Toacasos.
Provincia de Tungurahua: Huapantes, Izambas, Mochas, Pachanlicas, Patates, Pelileos, Píllaros, Puruháes, Salasacas, Queros, Tisaleos.
Provincia del Chimborazo: Cajabambas, Calpis, Cibadas, Cicalpas, Guanos, Licanes, Liribambas, Puruháes, Yaruquíes.
Provincija de Bolivar: Asancotos, Chimbos, Guanujos, Guarandas, Tiquizambis.
Provincia del Cañar: Arancayes, Cañaribambas, Cañaris, Cumbes, Guapanes.
Provincia del Azuay: Cañaris, Girones, Gualaceos, Molleturos, Siccis, Tomebambas.
Provincia de Loja: Ayabacas, Chaparras, Huancabambas, Malacatos, Paltas, Piscobambas, Saraguros, Vilcabambas, Yanganas, Zarsas.
Amazonska plemena: Aucas ili Aushires, Bracamoros, Canelos, Cofanes, Jíbaros, Mainas, Quijos, Yumbos, Záparos. 
Plemena iz preinkačkog doba:Atis, Cabascangos, Chicaizas, Condorazos, Hachos, Jayas, Minaloas, Pillajos, Quilagos, Quishpes, Quisquis, Tituañas, Tucumangos.

## Vjerska struktura
Procjene koje navodi CIA iz 2012. govore o sljedećem vjerskom sastavu:
- rimokatolici 74 %
- protestantizam 10,4 % (uglavnom pentekostalizam)[4]
- nijedne vjere 8 %
- Jehovini svjedoci 1,2 %
- ostale vjere 6,4 % (uglavnom mormon).

## Kultura
Kao i u mnogim drugim južnoameričkim zemljama kultura Ekvadora je kombinacija španjolske i kulture Indijanaca. Osjećaju se i utjecaji kulture afričkih robova. 74% Ekvadoraca su katolici.